# Província de Cluj
La província de Cluj (IPA: [kluʒ], hongarès: Kolozs); és un judeţ, una divisió administrativa de Romania, a Transsilvània, amb capital a Cluj-Napoca.

## Límits
- Província de Bihor a l'oest.
- Província de Mureş i província de Bistriţa-Năsăud a l'est.
- Província de Sălaj i província de Maramureş al nord.
- Província d'Alba al sud.

## Demografia
El 2002, tenia 702,755 i una densitat de població de 105 h/km².
- Romanesos - 79.4%[1]
- Hongaresos de Romania - 17,4%
- Gitanos - 2,8%

| Any  | Població |
| ---- | -------- |
| 1948 | 520,073  |
| 1956 | 580,344  |
| 1966 | 629,746  |
| 1977 | 715,507  |
| 1992 | 736,301  |
| 2002 | 702,755  |

## Divisió Administrativa
La província té 5 municipalitats, una ciutat i 75 comunes.

### Municipalitats
- Cluj-Napoca
- Turda
- Dej
- Câmpia Turzii
- Gherla

### Ciutats
- Huedin

### Comunes
| - Aghireşu - Aiton - Aluniş - Apahida - Aşchileu Mare - Baciu - Băişoara - Beliş - Bobâlna - Bonţida - Borşa - Buza - Căianu - Călăţele - Cămăraşu - Căpuşu Mare - Căşeiu - Cătina - Câţcău | - Ceanu Mare - Chinteni - Chiuieşti - Ciucea - Ciurila - Cojocna - Corneşti - Cuzdrioara - Dăbâca - Feleacu - Fizeşu Gherlii - Floreşti - Frata - Gârbău - Geaca - Gilău - Iara - Iclod - Izvoru Crişului | - Jichişu de Jos - Jucu - Luna - Măguri-Răcătău - Mănăstireni - Mărgău - Mărişel - Mica - Mihai Viteazu - Mintiu Gherlii - Mociu - Moldoveneşti - Nicula - Negreni - Pălatca - Panticeu - Petreştii de Jos - Ploscoş - Poieni | - Recea-Cristur - Săcuieu - Sănduleşti - Săvădisla - Sânncraiu - Sânmartin - Sânpaul - Someşeni - Sic - Suatu - Tritenii de Jos - Tureni - Ţaga - Unguraş - Vad - Valea Ierii - Viişoara - Vultureni |

### Viles
- Căpuş
- Nearşova
- Pâglişa